# المهرجان الدولي للفروسية ببنقردان
المهرجان الدولي للفروسية ببنقردان (بالفرنسية: Festival international d'équestre de Ben Gardane)‏ هو مهرجان
تونسي سنوي للفروسية وسباق الخيل والرماية، ينتظم في الفترة المتدة من منتصف شهر جويلية إلى منتصف شهر أوت من كل سنة منذ سنة 1981 بمدينة بنقردان الساحلية، على شاطئ مرسى القصيبة.

## التاريخ
يعتبر المهرجان من أهم المهرجانات الوطنية وأعرقها.
ويستقبل منذ تأسيسه أهم الفرسان والخيالة من تونس وليبيا والجزائر ومصر وغيرها، وكذاك العديد من الفرق الموسيقية والفنانين العرب لإحياء السهرات الفنية طيلة أيام المهرجان.
- إنعقدت الدورة الأولى منه في صائفة عام 1981.
- توقف المهرجان لمدة سبع سنوات إثر الثورة التونسية إلى أن عاد سنة 2017.

## مكان المهرجان
- تقام عروض الفروسية واللوحات الفلكلورية وسباقات الخيل والرماية بمركض مرسى القصيبة على شاطئ مرسى القصيبة بمدينة بنقردان.
- تقام السهرات الفنية و الأمسيات الشعرية والعروض المسرحية والفرجوية بالفضاءات الثقافية كدار الثقافة محمد الناصر بالطيب والمركب الثقافي سارة الموفق، والفضاءات الرياضية على غرار ملعب 7 مارس والملعب البلدي ببنقردان.
- وتقام الندوات العلمية والملتقيات الثقافية بالمنتزهات والفضاءات الخاصة.

↤ يساهم مهرجان الفروسية بتنمية الحركة السياحية وإنعاش الدورة الإقتصادية في كامل مدينة بنقردان.

## الدورة الحالية
برنامج الدورة 34 للمهرجان الدولي للفروسية ببنقردان أيام 07-08-09 سبتمبر 2023.
- - الخميس 07 سبتمبر 2023:
- العاشرة صباحاً: عرض السيارات الكلاسيكية بشوارع المدينة وإفتتاح دورة الرماية بمركض مرسى القصيبة.
- الرابعة مساءً: الإفتتاح الرسمي للدورة 34، عروض كرنفالية مختلفة ولوحة عروض الفروسية الشعبية وسباق الخيل بمركض مرسى القصيبة.
- التاسعة ليلاً: حفل فني تحييه الفنانة ناجحة جمال بمركب سارة الموفق.
  - الجمعة 08 سبتمبر 2023:
- العاشرة صباحاً: الأدوار التمهيدية للرماية بمركض مرسى القصيبة.
- الرابعة مساءً: السباقات الجهوية للخيول وعروض الفروسية بمركض مرسى القصيبة.
- التاسعة ليلاً: سهرة تراثية بمركب سارة الموفق.
  - السبت 09 سبتمبر 2023:
- العاشرة صباحاً: نهائي دورة الرماية بمركض مرسى القصيبة.
- العاشرة والنصف صباحاً: ندوة علمية بمنتزه عبد الكبير.
- الثانية ظهراً: السباق الوطني للخيول العربية الأصيلة بإشراف شركة سباق الخيل بمركض مرسى القصيبة.
- التاسعة ليلاً: حفل فني يحييه الفنان الشاب بشير بمركب سارة الموفق.

## مقالات ذات صلة
- قائمة المهرجانات في تونس
- بنقردان